# Manipulacja (sztuka iluzji)
Manipulacja sceniczna – dziedzina sztuki iluzji scenicznej polegająca na wywoływaniu efektów iluzjonistycznych przede wszystkim zręcznością dłoni i odpowiednią mimiką oraz sztuczkami z użyciem rekwizytów. Używana ona jest tylko i wyłącznie na scenie. 

Manipulacja iluzyjna – manipulacja bardzo podobna do iluzji scenicznej. Różnica między nimi polega na tym, że manipulacja iluzyjna jest starsza. Na początku sztuka ta nie ukazała się na scenie, a była wykorzystywana przez złodziei, którzy oczarowywali potencjalne ofiary, po korzystając z ich odwróconej uwagi, okradali ich. Najsławniejszą sztuczką była sztuczka z piłeczkami, która polegała na tworzeniu efektu mnożenia i znikania małych gąbczastych piłeczek. Sztuczka ta nazwana została "Chicago".